# 高田覚
高田 覚（たかだ さとる、1959年11月8日 - ）は株式会社テレビ朝日ホールディングス取締役広報担当、株式会社テレビ朝日取締役。元株式会社朝日新聞社取締役。朝日新聞社取締役時代にベンチャー投資部門のメディアラボを立ち上げたが、ベンチャー投資に失敗した。

## 略歴
- 1959年11月8日 - 三重県上野市（現 伊賀市）出身。
- 1984年 - 東京大学法学部卒業。
朝日新聞社入社。岐阜支局、新潟支局、東京本社経済部（流通、財界担当）、東京本社経理部勤務。
- 2004年 - 東京本社経済部次長。
- 2008年 - be編集長。
- 2010年 - 社長室長補佐。
- 2011年 4月 - 東京本社経済エディター。
- 2011年10月 - 東京本社経済部長。[1]
- 2013年 6月 - メディアラボ室長。[2]
- 2014年12月 - 取締役広報・ブランド推進・環境担当兼社長室長。[3]
- 2015年 2月 - 取締役ブランド推進・環境担当兼社長室長。
- 2015年 6月 - 取締役社長室長/ブランド推進/環境担当。
- 2016年 6月 - 取締役社長室長/メディアラボ担当。
- 2018年 6月 - 取締役メディアビジネス担当/技術統括（CTO)。
- 2020年 6月 - テレビ朝日ホールディングス取締役広報担当/テレビ朝日取締役広報局・番組審査室担当、民教協担当、ビジネスプロデュース局担当補佐。